# 水没した土地
水没した土地（すいぼつしたとち）とは、地殻変動や気候変動などによって水面下に沈んだ土地である。

## 自然災害など
地震
- 黒田郡（くろだごおり） - 684年の白鳳地震で沈んだとされる高知県の集落。
- 鴨島 - 現在の島根県浜田市沖にあった島で、1026年の万寿地震で沈下したと伝えられる。立証はされておらず、伝説に過ぎないとの見解もある。
- 蓮華潭 - 現在の千葉県鴨川市小湊にあった日蓮の生誕地。1498年の明応地震で水没したという。誕生寺も参照。
- 浜名湖南部の陸地 - 1498年の明応地震にともなう津波により、浜名湖南部一帯が水没して湾口「今切」が開いた。弁天島遺跡などの湖底遺跡がある。
- 白石村 - 淡路島南部（現在の兵庫県南あわじ市）から沼島付近まで伸びていた半島上に立地していたが、1500年ごろの地震で水没したという伝承がある村。
- 瓜生島 - 大分湾内にあった島で、1596年9月4日に起きた慶長豊後地震で沈下したと伝えられるが、立証されていない。湾岸の町場の水没が変化した伝承との説もある。
- 琵琶湖湖底遺跡 - 粟津湖底遺跡など、琵琶湖岸に100か所以上が確認されている、縄文時代から江戸時代にかけての遺跡の総称。水没の原因は地震による地滑りなどさまざま。
- アンティロドス島 - 365年のクレタ地震により沈下。クレオパトラの宮殿があった。
- パブロペトリ - 紀元前1000年頃の地震で沈下。古代ギリシャの街並みが保存されている。
- カノープス （エジプト）とヘラクレイオン -  紀元前6-7世紀。アレクサンドリア郊外の重要な港であったが、地震と液状化現象で海面に沈んだ。
- ポート・ロイヤル - ジャマイカで17世紀に繁栄した港町。1692年ジャマイカ地震で3分の2が水没して放棄された。
- バイア海底考古学公園
- ケコヴァ - 2世紀の地震。トルコの島。

侵食活動
- 石灰岩が水に溶ける事で陥没するシンクホール
- 生物侵食によって消滅する。
  - 広島県のホボロ島

- 雨水、川や海流や波などによって起きる侵食
  - 北海道のエサンベ鼻北小島
  - ダンウィッチ （イングランド） - イースト・アングリア王国の首都で国際港であったが、13世紀から侵食によって水没し現在は一部を除いて水面下となった。

海面上昇
- 地球温暖化などの原因により海面上昇が起こり、オセアニアの国家ツバルにある島などが海面下になることが危惧されている。

- 海水準変動(氷河期からの海面上昇)、ベーリング地峡、ドッガーランド、サフル大陸などが知られる。

火山活動
- フンガ・トンガ - 2014年ごろに火山活動でフンガ・ハアパイ島の南にフンガ・トンガ島が出現。2022年の火山噴火で陸地消失。
- アトリットヤム - 紀元前6300-6900年頃、イスラエルエトナ火山の山体崩壊で起きた津波。
- フェルディナンデア - シチリア海峡にある海底火山。火山活動によりしばしば頂部が海上に姿を現す。

沈み込み帯
- 大アドリア大陸 - 2019年9月3日の学術誌『Gondwana Research』で発表された。リンゴの皮をむくように残った部分もある[5]。

天然ダム
川の流入量が増えたため
- トルコのヴァン湖の湖底に町が沈んでいるという噂があったため、確認したところ紀元前1,000年ごろのウラルトゥ王国時代の古城と都市遺跡が発見された。水の流入が多くなり湖面が上昇したことにより徐々に水没したと考えられている[6]。

その他、選別中（原因不明）
ジーランディア、ケルゲレン海台、モーリシア、
- オルス（英語版） - 紀元前2世紀に水没。ギリシャ。
- ネアポリス（Neapolis） - チュニジア。4世紀に津波で水没[7]
- カンバート湾の考古遺跡（英語版） - 2001年に発見された（調査中）。
- ヨムスボルグ - バルト海南岸にあったヴァイキングの本拠地であった。
- ケムネ宮殿（英語版） - イラク北部モスルダムの貯水池の底[8]。
- 龍遊石窟（中国語版）
- 草戸千軒町 - 中世に芦田川河口（現在の広島県福山市）に栄えた港町。1673年の洪水で埋没したという伝承で知られる。「草戸千軒町遺跡」が発掘されているが、町として機能したのは16世紀初頭までとみられ「洪水により最盛期の町が滅んだ」わけではないことが指摘されている[9]。
- ルンホルト（ドイツ語版） - 1362年に一夜にして完全に水没したとされる伝承の都市[10]。グローテ・マンドレンケ（英語版）と呼ばれる北海の高潮（英語版）によるものとされる。 2023年5月にルンホルトとみられる遺跡が見つかる[11]。

## 伝承
- 伝説上の大陸では、アトランティス
- ヴィネタ（英語版） - 伝承上の都市。バルト海のウーゼドム島付近にあったとされ、巨富を持った大都市であったが潮位によって沈んだとされる[12]。
- クマリカンダム（英語版） - インド洋にあったインドに伝わる伝承上の大陸。
- Lyonesse（英語版）
- イス (伝説都市)
- Cantre'r Gwaelod（英語版） - アイルランドののアトランティスとも呼ばれる伝承の土地。

## 人工的に水没した土地

### ダム建設で水没した土地
日本
- 合角ダム(小鹿野町など)[13]
- 滝沢ダム（大滝村）
- 徳山ダム(徳山村)
- 早明浦ダム(大川村が水没)
- 宮ヶ瀬ダム(清川村、愛川町、津久井町)

世界
- アイルランドの水没した場所一覧（英語版）
- エジプト
  - アスワン・ハイ・ダム、1960年代の建設計画でヌビア遺跡などが水没する恐れから、国際連合教育科学文化機関(通称：ユネスコ）が救済キャンペーンを実施した。その結果、遺跡は移設された。これを契機に遺跡の保護活動が見直され、世界遺産条約を世界の国々が締結した[14]。
- オランダの水没した場所一覧（フランス語版）
- スペインの水没した場所一覧（英語版）
- 中国
  - 三峡ダム (白帝城などの遺跡、多数の村落や都市)
  - 新安江水力発電所、人造湖である千島湖の下には淳安（賀城）と遂安（獅城）という城郭都市が沈んでおり、城門や城壁、城隍廟などが水面下で残されている。
- フランスの水没した場所一覧（フランス語版）
- ロシアの水没した集落

## 法律
水面下にある土地の所有権について長らく世界的に議論が行われてきた。
- Submerged Lands Act（英語版）

日本においては、明文化された法律はなく解釈によって行われ、もともと水面下にある土地は公共の物として扱われている。また以下の例については個別に説明する。
1. 侵食などによって海に没した場合、支配可能性と資産価値があれば所有可能。
2. 人工的に切削して港などにした場合、陸地の扱いとなる。
3. 旧幕時代・明治時代の海面の状態で払下げされた土地、当時の状態を基準に評価。

水中の文化財について
各地の遺跡については自治体の教育委員会が責任を持つことになっているが、海岸法の規定で自治体は海岸線から50メートルまで管轄できるが、50メートルから先の遺跡調査の管轄が不明となっている。